# C. García Guardiola
María Consuelo García y Guardiola (n. enero 1899 en Sitges, Barcelona, Cataluña - f. 1983 en Barcelona), fue una periodista y escritora española bajo los seudónimos de C. García Guardiola y Concha Gracián principalmente de novelas rosas entre 1929 y 1944.

## Biografía
María Consuelo García y Guardiola nació en enero de 1898 en Sitges, Barcelona, Cataluña, España, donde sus padres regentaban una oficina de telégrafos. Estudió Magisterio, y trabajó como periodista, novelista y funcionaria en el Ayuntamiento de Barcelona, empleo del que se jubiló. Residió toda su vida con su madre en el mismo piso de Barcelona, hasta su ingreso en una residencia geriátrica. Falleció en 1983, a los 85 años.

### Como C. García Guardiola
- Mallorquinas	(1929)
- A la deriva	(1935)

### Como Concha Gracián
- Romería triunfal	(1936)
- ¡Al fin!	(1941)
- Borrachera de sol	(1941)
- Reflejos	(1942)
- Retorno	(1942)
- Giovanna	(1944)